# Nueno
Nueno es un municipio español de la comarca de la Hoya de Huesca, en la provincia de Huesca, comunidad autónoma de Aragón. Es un municipio enclavado en plena ladera de la montaña, a la que se adapta perfectamente. Se encuentra situado a 15 kilómetros al norte de Huesca, al pie de la sierra de Gratal, discurriendo a su lado el río Isuela. Puede accederse fácilmente desde la N-330 de Huesca a Jaca o desde la autovía Mudéjar. Su casco urbano presenta un irregular trazado con calles empinadas y estrechas que se acoplan a las imperfecciones del terreno. Casas levantadas con las características principales del Somontano aunque no siguen un carácter unitario.
El municipio, con una extensión amplia dentro de la Hoya de Huesca, está formado por cinco localidades más aparte de Nueno, que son Arascués, Sabayés, Santa Eulalia de la Peña, Belsué, Nocito y los despoblados de Santa María de Belsué y Lúsera.

## Geografía
El relieve del municipio está definido por las sierras prepirenaicas por el norte y la Hoya de Huesca por el sur. Las sierras prepirenaicas más destacadas son sierra de Gratal y Sierra del Águila al noroeste, sierra de Belarre al norte y sierra de la Gabardiella y sierra de Guara al noreste. Los picos más elevados del término municipal son Guara (2078 metros), Punta de Vallemona (1867 metros), Gabardiella (1696 metros) y pico del Águila (1623 metros). La red fluvial está formada por el río Isuela por el oeste y el río Flumen por el este. Parte de su término municipal está ocupado por el parque natural de la Sierra y los Cañones de Guara. La altitud oscila entre los 2078 m (pico Guara) y los 600 m a orillas del río Flumen. El pueblo se encuentra a 726 m s. n. m. 
| Noroeste: Arguis      | Norte: Caldearenas y Sabiñánigo | Noreste: Sabiñánigo                   |
| Oeste: La Sotonera    |                                 | Este: Bierge                          |
| Suroeste: La Sotonera | Sur: Banastás, Igriés y Huesca  | Sureste: Loporzano y Casbas de Huesca |

### Entorno natural
- Salto de Roldán
- Sierra de Guara
- Pico de Gratal
- Sierra del Águila
- Río Isuela
- Gorgas de San Julián

## Historia
El topónimo Nueno deriva del latín nonus, numeral ordinal que significa ‘noveno’. El origen de la población hay que buscarlo en la época romana, cuando ocupaba el lugar un mesón junto a la calzada romana que conducía a Osca (Huesca) desde los Pirineos, en un trazado donde en dirección a la ciudad, se encontraban otros dos topónimos numerales, el monasterio de San Pedro de Séptimo y las Villas de Sexto.
Probablemente durante la dominación musulmana el mesón fue sustituido por un castillo, que debió de ser reforzado a raíz de la conquista cristiana y dotado de una pequeña iglesia junto a la fortaleza. Si observamos con atención, veremos que se conserva aún, aunque bastante erosionado, un capitel de esta antigua iglesia románica empotrado en el muro norte.
Es presumible que, en el proceso de repoblación de la Hoya de Huesca en el siglo XII, Nueno fuera convertido en población, con una minoría de cristianos y predominio de moriscos. Por esto Nueno no figura en los repertorios eclesiásticos medievales hasta el siglo XIV, cuando se lo registra por primera vez, pero no como parroquia, sino como iglesia anexa a la parroquia de Arguís. Tuvo esta calificación durante todo el siglo XVI en que contaba con una población de doce vecinos. En el siglo XVI la villa perteneció a Hugo de Urriés.
La conversión de los moriscos, como en otras poblaciones del obispado de Huesca, con el consiguiente aumento de la feligresía cristiana, obligó a proceder a la ampliación de la iglesia románica en el siglo XVI, aprovechando algunas dependencias del castillo. Así, se habilitó una torre de piedra del mismo, para levantar un pequeño campanario en ladrillo de estilo mudéjar, aunque las escasas rentas eclesiásticas no permitieron terminar la iglesia hasta muy entrado el siglo XVII.
Durante la Edad Media, la antigua calzada romana fue incorporada a la red de Cabañeras del Reino de Aragón, pasando a denominarse Cabañera de Viñamala (Comachibosa en Aragonés). Dicha ruta de trashumancia unía el Valle del Ebro con los Pirineos, finalizando en el pico Viñamala (Vignemale en francés).
Como curiosidad, podríamos citar que Nueno es, por esa zona, el pueblo más al norte a donde llegaron los musulmanes.[cita requerida] Ello puede observarse en los tejados de sus casas, donde se utilizaba la teja árabe. Si partimos de Nueno, con dirección a los Pirineos, la teja árabe desaparece, dejando paso a los tejados característicos montañeses hechos de pizarra.[cita requerida] Aunque la razón de esta diferencia puede ser, al estar a menor altitud, Nueno registre menos nevadas.

## Demografía
Nueno cuenta con una población de 568 habitantes (INE 2024).
| Gráfica de evolución demográfica de Nueno entre 1842 y 2021 |
| |
| Población de derecho según los censos de población del INE Población de hecho según los censos de población del INEEntre el censo de 1857 y el anterior, crece el término del municipio porque incorpora a 225233 (Santa Eulalia de la Peña) Entre el censo de 1981 y el anterior, crece el término del municipio porque incorpora a 22033 (Arascues), 22161 (Nocito) y 22198 (Sabayés) |

### Núcleos de población
Desglose de población según el Padrón Continuo por Unidad Poblacional del INE:
| Núcleos                  | Habitantes (2021) |
| ------------------------ | ----------------- |
| Arascués                 | 386               |
| Belsué                   | 12                |
| Nocito                   | 26                |
| Nueno (localidad)        | 111               |
| Sabayés                  | 33                |
| Santa Eulalia de la Peña | 19                |

Además el término municipal incluye los despoblados de Lúsera y Santa María de Belsué.

## Administración y política

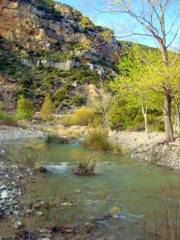
Entorno del río Isuela

| Período   | Alcalde                      | Partido |  |
| --------- | ---------------------------- | ------- |  |
| 1979-1983 | Antonio Ordás Mas            | UCD     |  |
| 1983-1987 |                              | PSOE    |  |
| 1987-1991 | Miguel Lacasa Laliena        | PSOE    |  |
| 1991-1995 | Guillermo Palacín Castro     | PSOE    |  |
| 1995-1999 | Tomás Ortás Navasa           | PP      |  |
| 1999-2003 | Tomás Ortás Navasa           | PP      |  |
| 2003-2007 | Guillermo Palacín Castro     | PSOE    |  |
| 2007-2011 | Guillermo Palacín Castro     | PSOE    |  |
| 2011-2015 | Juan Carlos Fortuño Escartín | PP      |  |
| 2015-2019 | Guillermo Palacín Castro     | PSOE    |  |
| 2019-2023 | Guillermo Palacín Castro     | PSOE    |  |

| Partido político    | Partido político                                   | 2003   | 2007   | 2011   | 2015   | 2019   |
| Partido político    | Partido político                                   | Ediles | Ediles | Ediles | Ediles | Ediles |
|                     | Partido de los Socialistas de Aragón (PSOE-Aragón) | 3      | 4      | 3      | 4      | 4      |
|                     | Partido Popular de Aragón (PP)                     | 2      | 2      | 4      | 3      | 3      |
|                     | Partido Aragonés (PAR)                             | —      | 1      | —      | —      | —      |
|                     | Chunta Aragonesista (CHA)                          | —      | —      | —      | —      | —      |
|                     | Vox                                                | —      | —      | —      | —      | 1      |
|                     | Independientes                                     | 2      | —      | —      | —      | —      |
| Total de concejales | Total de concejales                                | 7      | 7      | 7      | 7      | 7      |

## Patrimonio

### Monumentos religiosos
- Iglesia parroquial dedicada a San Martín

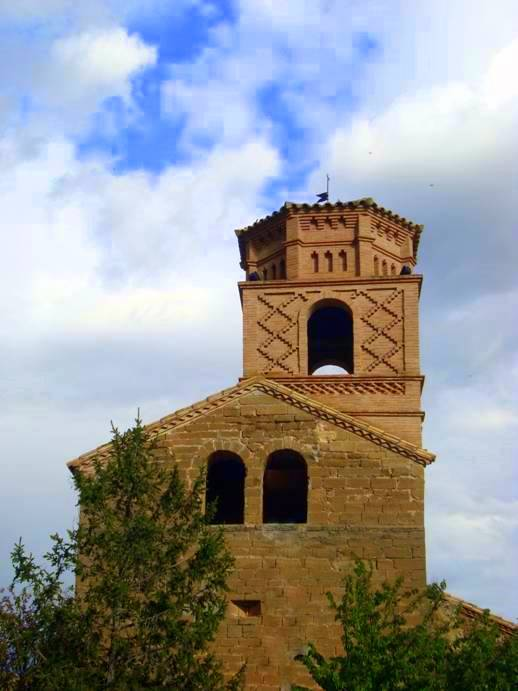
Iglesia San Martín de Nueno.

En el conjunto de la iglesia de San Martín se encuentran aglutinadas intervenciones de distintas épocas: el tramo de cabecera y el existente bajo la torre de finales del siglo XII, con arco de medio punto y contrafuertes, siendo al parecer los restos del antiguo castillo comentado anteriormente. Sobre este cuerpo descansa la torre de estilo mudéjar. La nave tiene una construcción muy posterior, con altares rehundidos en muro norte y capillas en el muro sur. Dicha nave tiene cinco tramos, con bóveda con lunetos, salvo el primero y último que son de medio punto rebajado. la portada situada el este está protegida por un atrio de entrada y que fue añadido a la nave central.
- Ermita de Nuestra Señora de Ordás

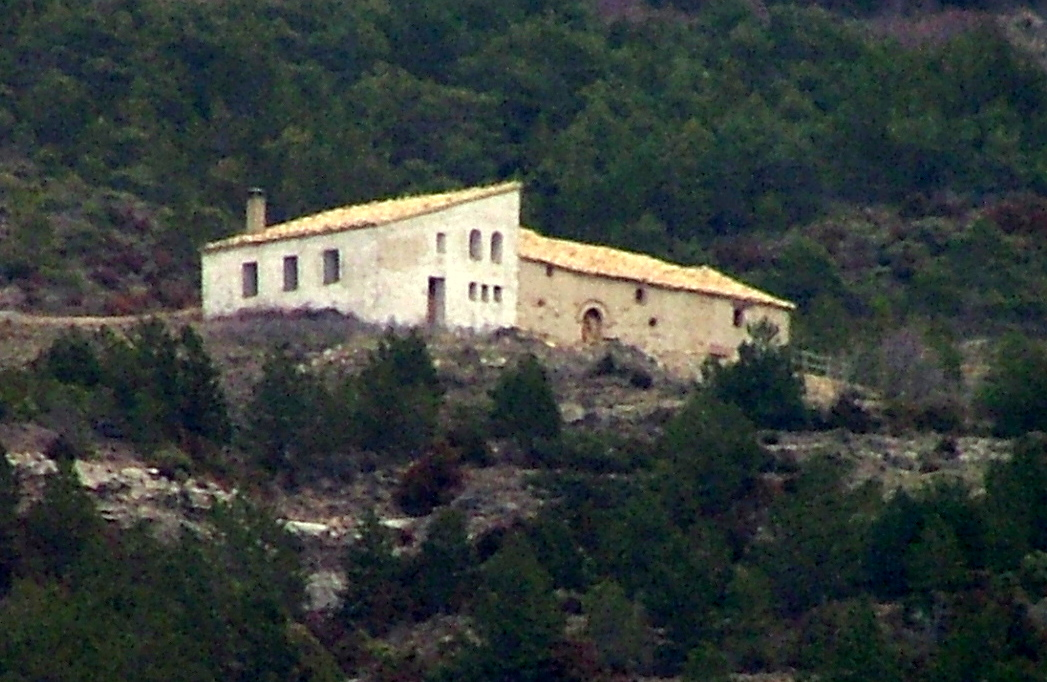
Ermita románica de Ordás y refugio de montaña anexo.

No lejos del castillo se encuentra esta ermita cuyo acceso se realiza por camino. Antiguo monasterio de monjas en el que entraba Doña Altabella, hija de Fortún de Tena, según consta en documentos del año 1189. Se trata de una construcción que tiene adosadas otras dependencias complementarias. Es de fábrica de sillares, de una nave de cuatro tramos y capilla mayor, cubiertos aquellos con bóveda de cañón apuntada sobre arcos fajones. Bóveda de cañón de medio punto cubre las capillas que hacen de brazos de crucero y la capilla mayor, ésta de cabecera plana, tiene bóveda ornamentada con trabajos de yesería a base de figuras geométricas entre las que sobresalen unas pirámides. El coro situado a sus pies, en alto, sobre maderos y con frente adintelado. Bajo el cual se conserva la pila bautismal, con copa de piedra labrada, que apoya sobre pie cilíndrico, la cual nos ratifica la existencia de un antiguo poblado. Entrada con arco de medio punto de tres arquivoltas apoyadas en imposta, protegida por un vestíbulo con tres arcos apuntados de dovelas de piedra que sostienen la estructura de la planta alta. El conjunto presenta obra de diversas épocas que abarcan desde el siglo XII al XVIII.
- Ruinas de la ermita de San Pedro

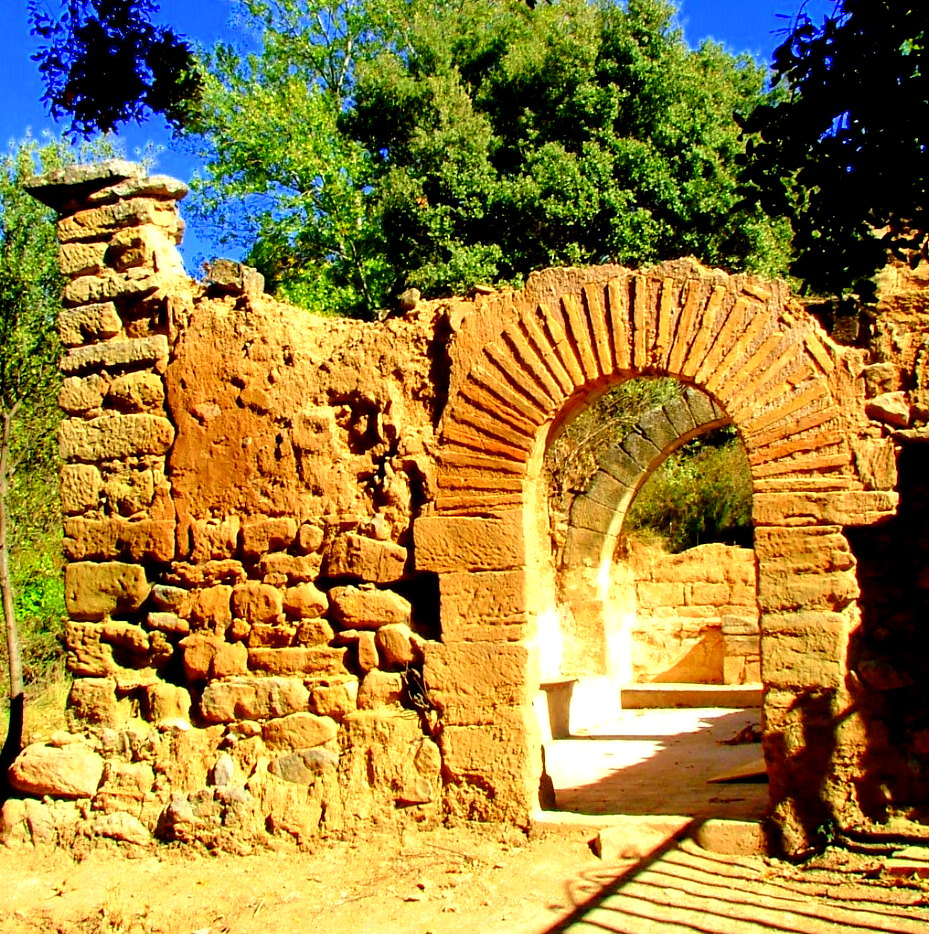
Ruinas ermita de San Pedro.

A escasos 100 metros al sur del molino harinero nos encontramos con los restos de la ermita de San Pedro, edificio de planta rectangular de nave única y cabecera plana construido en mampostería, tapial y piedra sillar del que se mantienen en pie los dos arcos que sostendrían la cubierta, el altar, el banco adosado a la pared que recorrería dos de los tramos de la iglesia y el suelo formado por baldosas.
Lamentablemente, y debido a la fragilidad del material con el que fue construida esta ermita, la cubierta se ha perdido y el alzado de las paredes de tapial ha desaparecido, quedando visible el esqueleto de la misma.
- Las gorgas de San Julián

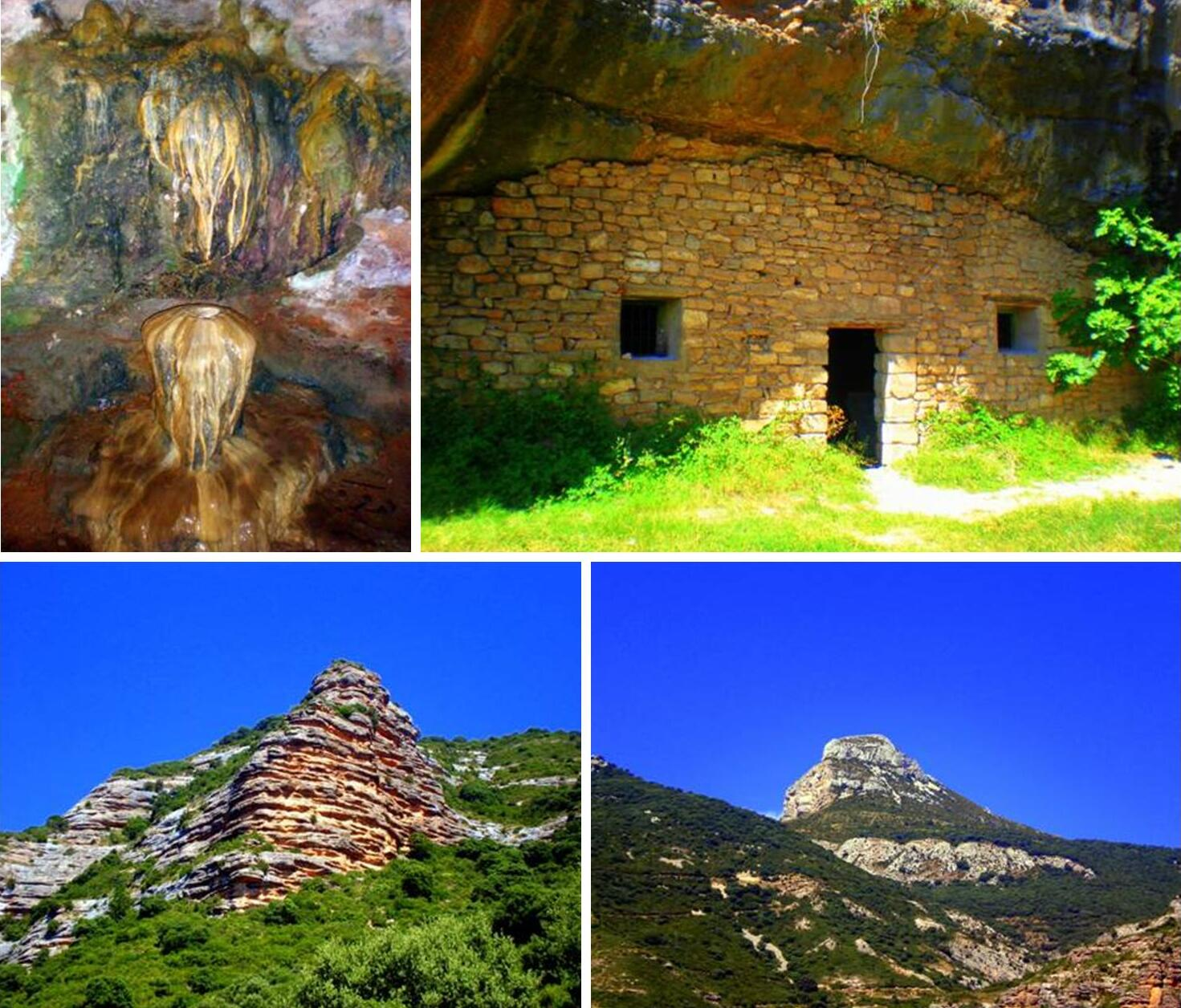
Ermita y paisaje de la ruta a las Gorgas de San Julián

Es una ruta de senderismo que a través del barranco de San Julián nos conduce hasta la ermita de San Julián y también el Belén Montañero. La ruta por la que discurre el sendero cada vez se va estrechando más y está iluminada únicamente por una estrecha grieta superior que apenas deja pasar los rayos de luz del sol para descubrir en su final una pequeña cascada.

### Monumentos civiles
- Castillo de Ordás

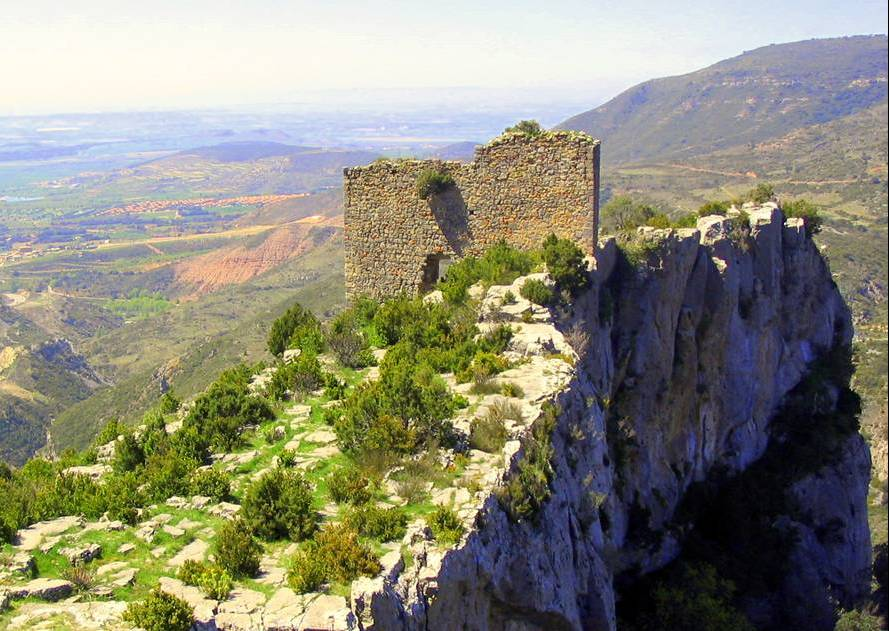
Castillo de Ordás.

Durante la ascensión a la ermita de Ordás sorprenden, al costado sur del escarpe, los despojos del Castillo de Ordás a 1045 m. Dichos restos consisten en un fornido parapeto que tapona profundos abismos, tendidos sobre la orilla izquierda del río Isuela.
Los restos se reducen al potente muro de cierre transversal, que corta el paso a un espolón rocoso de afilada punta y en dirección poniente. Su desarrollo es de 13 m de altura y 30 de longitud. No existen indicios de fortificación perimetral, innecesaria por otra parte debido al propio aislamiento natural. Al norte dispone de un pretil natural de 2 m de altura y posee un pequeño hueco interior que fue usado como cisterna con unos pequeños canalillos para facilitar la recogida de aguas. El muro tiene 1,48 m de espesor y una puerta central. Es de ruda mampostería desigual a ambos lados, rellenado con piedra muy menuda con argamasa de arena. Solamente cantoneras y puerta se trabajaron escuetamente a martillo.

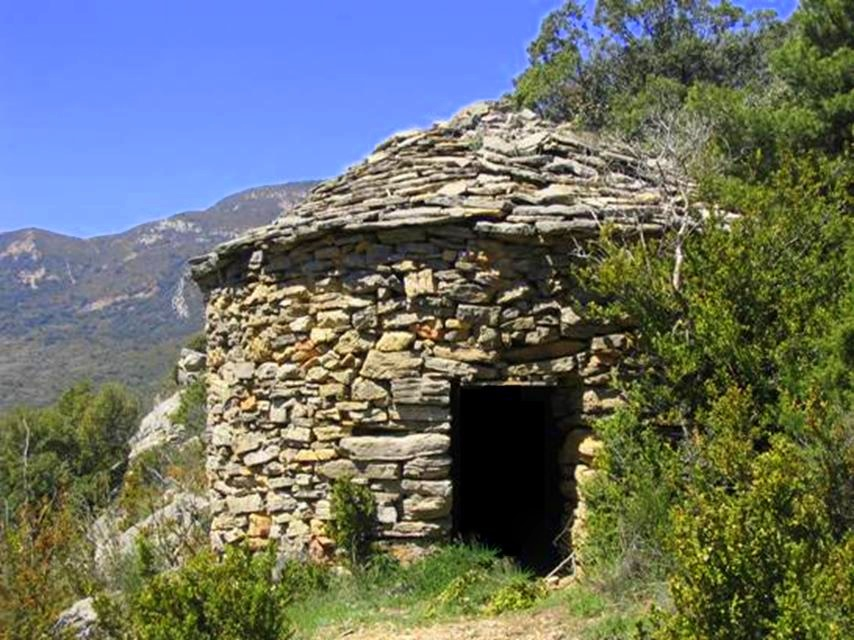
Caseta de pastores situada junto al camino de acceso a Ordás.

La población de Ordás se cita en el siglo XII y es posible que su castillo se hallase en funcionamiento por estas fechas. Pese a que los restos que hoy contemplamos, muro ciego con puerta baja, son poco expresivos se sabe que el castillo data del siglo XII, y se tiene documentación abundante de los siglos XIV y XV. Ello no excluye que el puntón, gran observatorio natural sobre el llano y en relación visual con Arguis, no cumpliera labores preventivas con anterioridad, pues esta última localidad disponía de jefatura militar desde 1080.
La extinción de Ordás, como pueblo, parece ser del siglo XII o XIII, fecha última en la que se documenta su templo como perteneciente a la prepositura oscense.
- Molino

Poco más abajo de la población se encuentra este molino que ha funcionado hasta bien entrado el siglo XX. Fue propiedad del marqués de Ayerbe, constando de una gran edificación de sillares con edificios añadidos posteriormente. Permanece balcón y hornacina con imagen, además de diversos paredones.
- Azud de Nueno

Está situado a la altura del molino de Nueno y ermita de San Pedro. Ha sido causa de continuos conflictos con los pueblos y cuatro molinos por los que pasa la acequia llamada Acequia Mayor que es de pleno derecho de la ciudad de Huesca, siendo con ella con la que se embalsa las albercas de Cortes y de Loreto. En la actualidad es obra moderna sobre restos antiguos, pues existen abundantes noticias del siglo XV y anteriores.

## Fiestas y eventos
- Día 25 de abril romería a la Virgen de Ordás.
- Día 15 de agosto romería a la Virgen de Ordás.
- Día 11 de noviembre en honor de San Martín de Tours.
- Festival Nueno-Rock. (octubre-noviembre)
- Ciclo de teatro (mayo a julio)
- Fiestas patronales (noviembre)

## Deportes

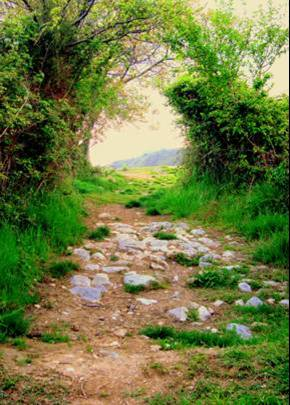
Los alrededores del pueblo contienen numerosas rutas para practicar senderismo y ciclismo.

- Pista polideportiva
- Senderismo
- Ciclismo
- Descenso de barrancos
- Parapente
- Golf